# جين ماكليستر
جين ماكليستر (بالإنجليزية: Jenn McAllister)‏ هي يوتيوبية وممثلة أمريكية، ولدت في 9 يوليو 1996 في مقاطعة باكز في الولايات المتحدة.

## وصلات خارجية
- جين ماكليستر على موقع IMDb (الإنجليزية)
- جين ماكليستر على موقع ألو سيني (الفرنسية)
- جين ماكليستر على موقع كينوبويسك (الروسية)